# Роберт Даублебски фон Штернек
Роберт Даублебски (Даудлебски, Доудлебски) фон Штернек (чеськ. Robert Daublebský ze Sternecku, нім. Robert Daublebsky von Sterneck; 7 лютого 1839  — 2 листопада 1910) — австрійський і чеський геодезист, астроном і гравіметрист. Чеський шляхтич. Doctor honoris causa Геттінгенського університету (1899). Генерал-майор австро-угорської армії (1906).

## Біографія
Навчався у Королівському чеському шляхетському політехнічному інституті у Празі (чеськ. Královský český stavovský polytechnický ústav v Praze, з 1920 року — Чеське вище технічне училище у Празі, чеськ. České vysoké učení technické v Praze) (1857—1859). Учень видатного чеського геодезиста професора Карела Франтішека Едварда Ріттера Коржістки (1825-1906). Його колегою по навчанню у 1858-1859 рр. був Домінік Зброжек (1832-1889), майбутній перший завідувач кафедри геодезії і сферичної астрономії Технічної академії і Вищої політехнічної школи у Львові (1871-1889).
Від 11 травня 1859 р. служив в австрійській армії, зокрема, у 1-му пішому полку імператора Франца Йозефа І, 18-му пішому полку великого князя Костянтина, а у період від 9 грудня 1862 до 11 грудня 1905 рр. — у Військо-географічному інституті у Відні — ВГІ у Відні (нім. Militär-Geographischen Institut in Wien), де від 12 вересня 1894 року очолював астрономічне відділення і астрономічну обсерваторію. Брав участь у австро-італійській війні 1859 року, зокрема, у битвах біля населених пунктів Маджента (4 червня 1859 р.) і Сольферіно (24 червня 1859 р.) в Італії. Як офіцер ВГІ АУ виконував астрономічні і тріангуляційні спостереження 1 і 2 класів, барометричне нівелювання, брав участь у вимірюванні базисів біля м. Хеба в Чехії (25.09.-17.10.1873 р.), м.Радівців на Буковині (28.09.-15.10.1874), нині Румунія, і м. Тернополя (13-28 серпня 1899 р.), керував астрономічними і тріангуляційними роботами в області Лім, працював керуючим механічних майстерень (1886—1889), займався конструюванням рівнемірного поста для цілей точного нівелювання і з метою визначення середнього рівня Адріатичного моря тощо. Був одним з перших, хто у 1863 році розпочав європейські градусні вимірювання. У 1882 р. став членом Австрійської комісії у справах градусних вимірювань (президент Теодор Еґон фон Оппольцер), а згодом ц. і к. надзвичайним комісаром при Міжнародній комісії у справах європейських градусних вимірювань (президент Фрідріх Роберт Гельмерт). Він один з головних авторів ІІІ-го військового картографування імперії (1870—1884), так званого Франтішко-Йозефського.

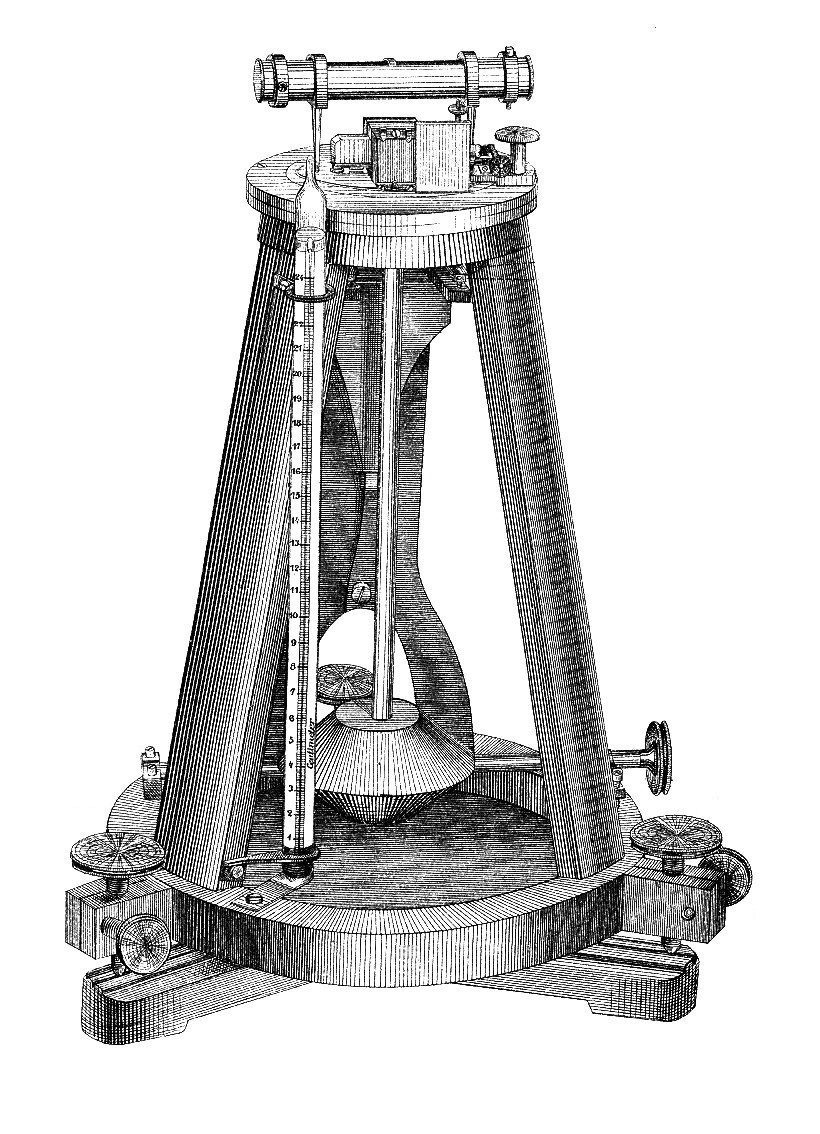
Маятниковий прилад конструкції Роберта фон Штернека (1887 р.)

Однак, найбільшу славу йому принесли дослідження сили тяжіння Землі. Розпочав такі дослідження у 1882 році на срібній шахті у м. Пршібрамі і в інших місцях Чехії, а у 1883 р. розширив їх на інші регіони Австро-Угорщини, в тому числі на Галичину і Закарпаття (9-27 серпня 1892 р.), та інші країни, зокрема, на Баварію, Північну Італію (1891), Берлін, Потсдам і Гамбург (1892), Париж, Гринвіч, Річмонд і Страсбург (1893), Пулково і Москву (1894). Зконструював для цього маятниковий прилад (1881), пізніші модифікації якого застосовувалися також за кордоном, в тому числі в Російській імперії. Ним особисто або під його керівництвом було виміряно 544 гравіметричних пункти. Під його керівництвом були одержані також попередні результати тріангуляційних робіт 1 класу і точного нівелювання на всю територію імперії та видані у 1895—1903 рр. V—XX томи «Die astronomisch-geodätischen Arbeiten..» (1894—1906) і І-IV томи «Die Ergebnisse der Triangulierungen…». Автор більше 40 наукових праць і звітів, які були опубліковані у працях ВГІ у Відні «Mittheilungen des k.u.k. Militär-Geographischen Institutes».

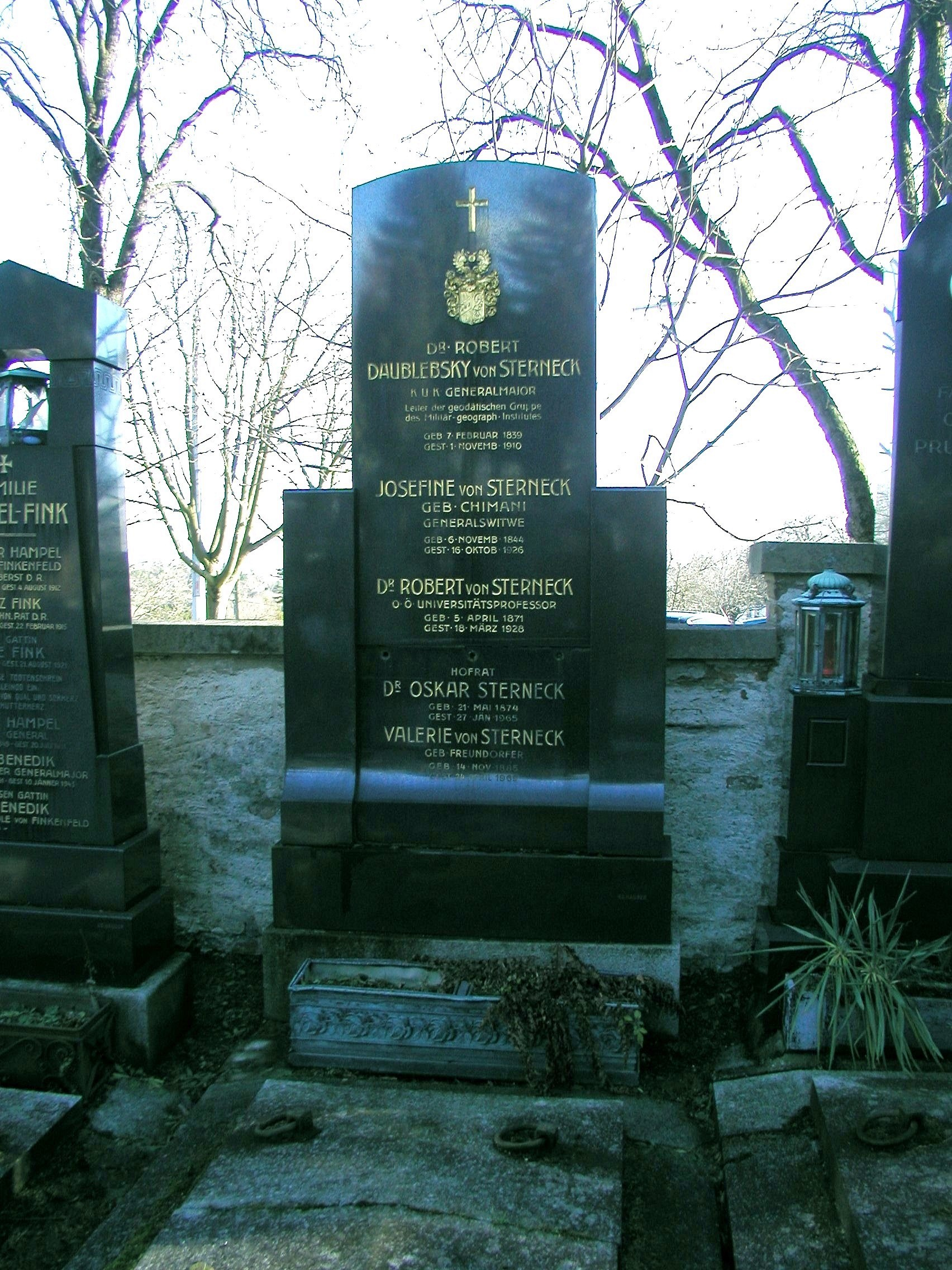
Нагробок Роберта фон Штернека і його родини)

Член-кореспондент Імператорської Академії Наук у Відні (1893) член Королівського Чеського наукового товариства у Празі, наукового товариства у Христіанії (нині Академія наук, Осло, Норвегія), академій у Римі і Галле, ц. і к. Географічного товариства у Відні і Товариства дослідження Землі у Берліні, почесний член Імператорського Російського географічного товариства у Санкт-Петербурзі і Імператорського Російського товариства природознавців у Москві. Нагороджений орденом Залізної корони 3 ступеня (1899) і Лицарським хрестом ордена Леопольда (1905), російським орденом св. Анни 2 ступеня, іншими австро-угорськими, пруськими, італійськими, румунськими, грецькими і турецькими нагородами, медаллю Х. А. Котеніуса Німецької Академії природознавців «Леопольдина» (нім. „Leopoldina“) (1896) тощо.

Похований на цвинтарі містечка Нойштіф-ам-Вальде (нині у складі м. Відня). Могила збереглася.